# ديفيد كيمب
ديفيد كيمب (بالإنجليزية: David Kemp)‏ هو سياسي أسترالي، ولد في 14 أكتوبر 1941 في ملبورن في أستراليا. حزبياً، نشط في الحزب الليبرالي الأسترالي. وقد انتخب عضو مجلس النواب الأسترالي عن دائرة Division of Goldstein ‏ (24 مارس 1990 – 31 أغسطس 2004).